# Moi Air Base

i8
i11
i13
Die Moi Air Base (ICAO-Code: HKRE) ist ein Militärflugplatz der Kenya Air Force in Eastleigh, einem Stadtteil der Hauptstadt Nairobi in Kenia.

## Geschichte
Der Flugplatz wurde in den 1930er Jahren von den Engländern als erste RAF-Basis in Ostafrika angelegt und durch die Royal Air Force als RAF Eastleigh betrieben. Bis Anfang 1974 wurde die Militärbasis auch von der British Overseas Airways Corporation im Passagierdienst angeflogen.
Im Jahr 1954 eröffnete die Kenya Civil Aviation Authority hier die DCA-Fliegerschule an der seit 1963 auch die Kenia Air Cadets der Kenya Air Force ihre militärische Flugausbildung absolvieren. Seit 30. Juli 2014 ist General-Major Samuel Ng’ang’a Thuita der Kommandant. Aufgrund seines militärischen Status ist der Flugplatz in keiner offiziellen Karte von Kenia verzeichnet, jedoch auf Google Karten ohne nähere Details dargestellt.

## Zwischenfälle
- Am 23. Januar 1961 fiel an einer Handley Page Hastings C.2 der Royal Air Force (Luftfahrzeugkennzeichen WJ342) beim Start vom Flughafen Nairobi-Eastleigh ein Triebwerk aus. Die Maschine geriet von der Startbahn ab ins Gras, wo das Fahrwerk zusammenbrach. Das Flugzeug wurde irreparabel beschädigt. Alle Insassen überlebten den Unfall.[1][2]